# Islamic Research Association Series
Die Islamic Research Association Series (deutsch Schriftenreihe der Islamischen Forschungsvereinigung) ist eine von der Islamic Research Association herausgegebene Buchreihe, die wichtige Ergebnisse der Ismailiten-Forschung enthält. 
Sie erschien seit 1933 bei Humphrey Milford, Oxford University Press. Die Islamic Research Association war 1933 gegründet worden, 1946 wurde sie unter der Schirmherrschaft von Sultan Muhammad Shah, Aga Chan III (1877–1957), des 48. Imams der Nizariten, in die Ismaili Society of Bombay umgewandelt. Eine Schlüsselrolle bei der Gründung dieser beiden Institutionen spielte der russische Orientalist Wladimir Iwanow (1886–1970).

## Übersicht
1. Diwan of Khaki Khorasani. Persian text, edited with an introduction by W. Ivanow. 1933. *
2. Two Early Ismaili Treatises (Haft Babi Baba Sayyid-na and Matlubu'l-mu'minin) by Nasiru'ddin Tusi. Persian Text, edited with an introduction by W. Ivanow. 1933.
3. True Meaning of Religion (Risala dar Haqiqati Din), by Shihabu'd-din Shah. Persian text, with a complete English translation by W. Ivanow. 1933.
4. Kalami Pir, or Haft Babi Sayyid Nasir. Persian text, edited and translated into English by W. Ivanow. 1935.
5. Arabon ki Jahaz-rani (Arab Navigation), by Syed Sulaiman Nadwi. Urdu. 1935.
6. The Book of Truthfulness (Kitab al-Sidq) by Abu Said al-Kharraz. Arabic text, edited and translated by A. J. Arberry. 1937. (Online)
7. Al-Hidāyatu'l -Āmirīya. Al-Āmir bi-Aḥkām Allāh, caliph of Egypt; Asaf Ali Asghar Fyzee *. London ; New York : For the Islamic Research Association by H. Milford, Oxford University Press, 1938
8. The Song of Lovers : ʻUs̲h̲s̲h̲āq-nāma. Ibrāhīm b Šahriyār ʻIrāqi; A. J. Arberry. London, 1939.
9. A Shiʻite creed : a translation of Risālatu ʼl-Iʻtiqādāt of Muḥammad b. ʻAlī Ibn Bābawayhi al-Qummi, known as Shaykh Ṣadūq. Muḥammad Ibn-ʻAlī Ibn-Bābūya; Asaf A A Fyzee. London [u. a.] Publ. for the Islamic Research Association by Oxford Univ. Press 1942
10. Ismaili tradition concerning the rise of the Fatimids (1942). Oxford Univ. Pr. in Komm. Vladimir Alekseevich Ivanov
11. Miscellany. Asaf Ali Asghar Fyzee; Islamic Research Association. New York, Oxford University Press.
12. The Nuh Sipihr of Amir Khusraw. Persian text, with introd., notes, index, etc., Amīr Khusraw Dihlavī; Muhammad Waḥīd Mīrzā. London, Published for the Islamic Research Association by Oxford University Press, 1950.
13. Kitābu'l-Kashf of Jaʻfar b. Manṣūri'l-Yaman. Jaʻfar Ibn Manṣūri'l-Yaman; Rudolf Strothmann. London [u. a.] Oxford University Press 1952